# О’Доннел, Хью Дафф
Сэр Хью Дафф О’Доннелл (ирл. Sir Aodh Dubh Ó Domhnaill, англ. Sir Hugh Dubh O'Donnell; ? — 5 июля 1537) — король Тирконнелла и вождь клана О'Доннелл (1505—1537), ведущая фигура в гэльской Ирландии в эпоху Тюдоров. Представитель правящей династии О’Доннеллов из Тирконнелла в современном графстве Донегол. В Ольстерском ирландском языке сэр Хью Даб произносится как «сэр Хью Ду».

## Биография
Сын Хью Роэ О’Доннелла, короля Тирконнелла (1461—1505), за исключением короткого периода, когда к власти пришел его сын Конн О’Доннелл, старший брат Хью. Хью наследовал своему отцу в 1505 году, правя до его смерти в 1537 году. Ему наследовал его собственный сын Манус О’Доннелл.
Как и его отец, сэр Хью был сильным правителем, который сумел удержать в узде соперничающий клан О’Нил и распространить власть О’Доннелла на Северный Коннахт. Его правление ознаменовалось постепенным развитием союза между О’Доннеллами и английской короной, который продлится большую часть столетия. Хью сражался бок о бок с Джеральдом Фицджеральдом, 8-м графом Килдэром, в Манстере в 1510 году (и, возможно, принимал участие в более ранней битве при Нокдо).
В 1511 году Хью Дафф О’Доннелл отправился в паломничество в Рим и был посвящен в рыцари королем Англии Генрихом VIII в Лондоне на обратном пути. 6 мая 1531 года он официально представился представителю короля Генриха VIII Тюдора в Ирландии, лорду-наместнику, сэру Уильяму Скеффингтону, в Дроэде.
Среди его правнуков были Хью Роэ О’Доннелл и Рори, 1-й граф Тирконнелл, известные своими ролями в Тиронском восстании и Бегстве графов соответственно.
У Хью Даффа О’Доннелла было пять сыновей:
- Манус О’Доннелл (? — 1564), король Тирконнелла и 21-й вождь клана О’Доннел (1537—1555)
- Хью О’Доннел (? — 1538)
- Конн Мор О’Доннел (? — 1549), танистри
- Эйгехан О’Доннел (? — 1535)
- Хью Рамелтон (? — 1503).